# Burschen-Lieder
Burschen-Lieder ist ein Walzer von Johann Strauss (Sohn) (op. 55). Das Werk wurde im Sommer 1848 erstmals aufgeführt.

## Einzelnachweis
1. ↑  Quelle: Englische Version des Booklets (Seite 107) in der 52 CDs umfassenden Gesamtausgabe der Orchesterwerke von Johann Strauß (Sohn), Hrsg. Naxos (Label). Das Werk ist als zweiter Titel auf der 41. CD zu hören.